# Nokia Lumia 1320
Nokia Lumia 1320 – fablet z serii Lumia produkowany przez fińską firmę Nokia, zaprezentowany w październiku 2013 roku podczas Nokia World w Abu Zabi. Działa pod kontrolą systemu operacyjnego Windows Phone 8.

## Specyfikacja

### Aparat
W Lumii 1320 zastosowano jednostkę Nokii o matrycy 5 megapikseli z autofocusem. Nad aparatem znalazło się miejsce dla pojedynczej diody LED, która doświetla sceny. Zdjęcia wykonane tym telefonem mają rozdzielczość 2592x1936 pikseli. Aparat posiada 4-krotny zoom cyfrowy. Jasność obiektywu jest równe f/2.2. Za sterowanie aparatem odpowiada dwustopniowy spust migawki. Filmy nagrywane tym urządzeniem mają jakość 1080p, czyli Full HD.

### Wygląd
Telefon wykonano z poliwęglanu, a także hartowanego szkła pod którym znajduje się ekran. Głośnik słuchawkowy, czujnik zbliżeniowy, czujnik oświetlenia zewnętrznego, kamerę umieszczono nad wyświetlaczem. Pod nim znajdują się trzy pojemnościowe przyciski charakterystyczne dla systemu Windows Phone, czyli wstecz, start i szukaj. Lewa krawędź obudowy pozbawiona jest jakichkolwiek elementów funkcyjnych. Na prawym boku znajduje się klawisz służący do regulacji głośności, przycisk blokady ekranu (włącznik) oraz dwustopniowy spust migawki, a na dole obudowy port micro USB. Gniazdo minijack ulokowano na górnej krawędzi. Z tyłu telefonu zainstalowano aparat cyfrowy, diodę LED oraz głośnik.

### Podzespoły
Urządzenie napędza dwurdzeniowy Qualcomm Snapdragon S4 taktowany zegarem o częstotliwości 1,7 GHz. Procesor jest wspomagany 1 GB pamięci operacyjnej (RAM). Pamięć dostępna dla użytkownika to około 8 GB oraz bezpłatne 7GB pamięci w chmurze. Możliwe jest jej rozszerzenie przez kartę micro SD o pojemności do 64 GB. Ekran zastosowany w tym telefonie ma przekątną 6 cali. Został wykonany w technologii IPS LCD z wykorzystaniem autorskich funkcji SuperSensitive i ClearBlack. Jego rozdzielczość to 1280 na 720 pikseli. Smartfon wyposażono w moduły Bluetooth i WiFi. Obsługuje również łączność LTE. Zastosowana bateria litowo-jonowa ma pojemność 3400 mAh

## Kolorystyka
| Dostępne kolory |
|                 |

## Oprogramowanie
Nokia Lumia 1320 pracuje pod kontrolą systemu Microsoft Windows Phone 8 z dodatkiem Lumia Black. Preinstalowane są programy takie jak: Kalkulator, Zegar, Kalendarz, Budzik, Przypomnienia, Spis telefonów, Zadania, Pokój rodzinny, Kącik dziecięcy, OneNote, Sieci społecznościowe w książce telefonicznej, Portfel. Dodatkowo smartfon wyposażono w podstawowe oprogramowanie biurowe - Excel, Word, PowerPoint i Lync oraz nawigację HERE Maps oraz inne aplikacje wykorzystujące połączenie GPS i rozszerzoną rzeczywistość np. Nokia Miasto w Obiektywie. Dodatek Lumia Black umożliwia korzystanie z kilku autorskich rozwiązań Nokii - Glance, Camera, Storyteller czy Beamer. Użytkownik może dodatkowo pobierać aplikacje i gry ze sklepu Windows Phone Store. Oprogramowanie systemowe można aktualizować w trybie OTA (Over the Air)